# كاترين فوستر
كاترين فوستر (بالإنجليزية: Catherine Foster)‏ هي مغنية بريطانية، ولدت في 1975 في نوتنغهام في المملكة المتحدة.

## وصلات خارجية
- الموقع الرسمي